# Nikifor Čekin
Nikifor Čekin (rusky Никифор Чекин) byl ruský geodet a polární badatel, který se účastnil Velké severní expedice.
V roce 1735 byl jmenován zeměměřičem v lensko-jenisejském oddílu vedeným poručíkem Vasilijem Vasiljevičem Prončiščevem. V lednu 1735 byla v Jakutsku postavena dvojstěžňová šalupa Jakutsk, nevelké říční a příbřežní plavidlo s plochým dnem, vybavené plachtami i vesly. Na této šalupě Jakutsk  se Nikifor Čekin pod Prončiščevovým vedením vydal na plavbu. V létě 1736 prozkoumal dolní tok řeky Anabar. V rámci Prončiščevovy expedice se zabýval geodetickým průzkumem severního Jakutska a východního pobřeží Tajmyru. Po Prončiščevově smrti se na podzim 1736 spolu se Semjonem Čeljuskinem vrátil na saních do Jakutska.
Na jaře 1739 pokračoval v plavbě na Jakutsku pod vedením Chariton Laptěva. Dne 27. července 1739 spolu se šesti veslaři prozkoumal zátoku Nordvik.
Na jaře roku 1740 přejel Čekin poloostrov Tajmyr z východu na západ na psím spřežení. V březnu se přesul z dolního toku Chatangy k Tajmyrskému jezeru a poté podél řeky Tajmyry k jejímu ústí, čímž dokázal, že ústí do Karského moře. Čekin pak prozkoumal více než 100 km pobřeží západně od ústí, objevil dnešní Nordenskjöldovo souostroví a Ruský ostrov, které mylně považoval za součást pevniny. Poté co přišel o téměř všechny své psy, se Čekinovi podařilo na konci května vrátit do zimoviště.
V polovině dubna 1741 opustil zimoviště a se svou skupinou na třech saních tažených psi prozkoumal 600 km východního pobřeží Tajmyru, od ústí řeky Chatangy až na 77,35° severní šířky, ale kvůli sněžné slepotě se na konci května musel vrátit.
Po expedici, v 50. letech 18. století byl Nikifor Čekin majitelem několika obchodních zimovišť na dolním toku řeky Chatangy. Další jeho osudy ani datum úmrtí nejsou známy.